# Oldorp
Oldorp (Gronings: Oldörp; "oude dorp") is een wierde even ten zuidwesten van Uithuizen in de Nederlandse provincie Groningen. Iets ten zuiden van Oldorp ligt de wierde Holwinde.

## Wierde

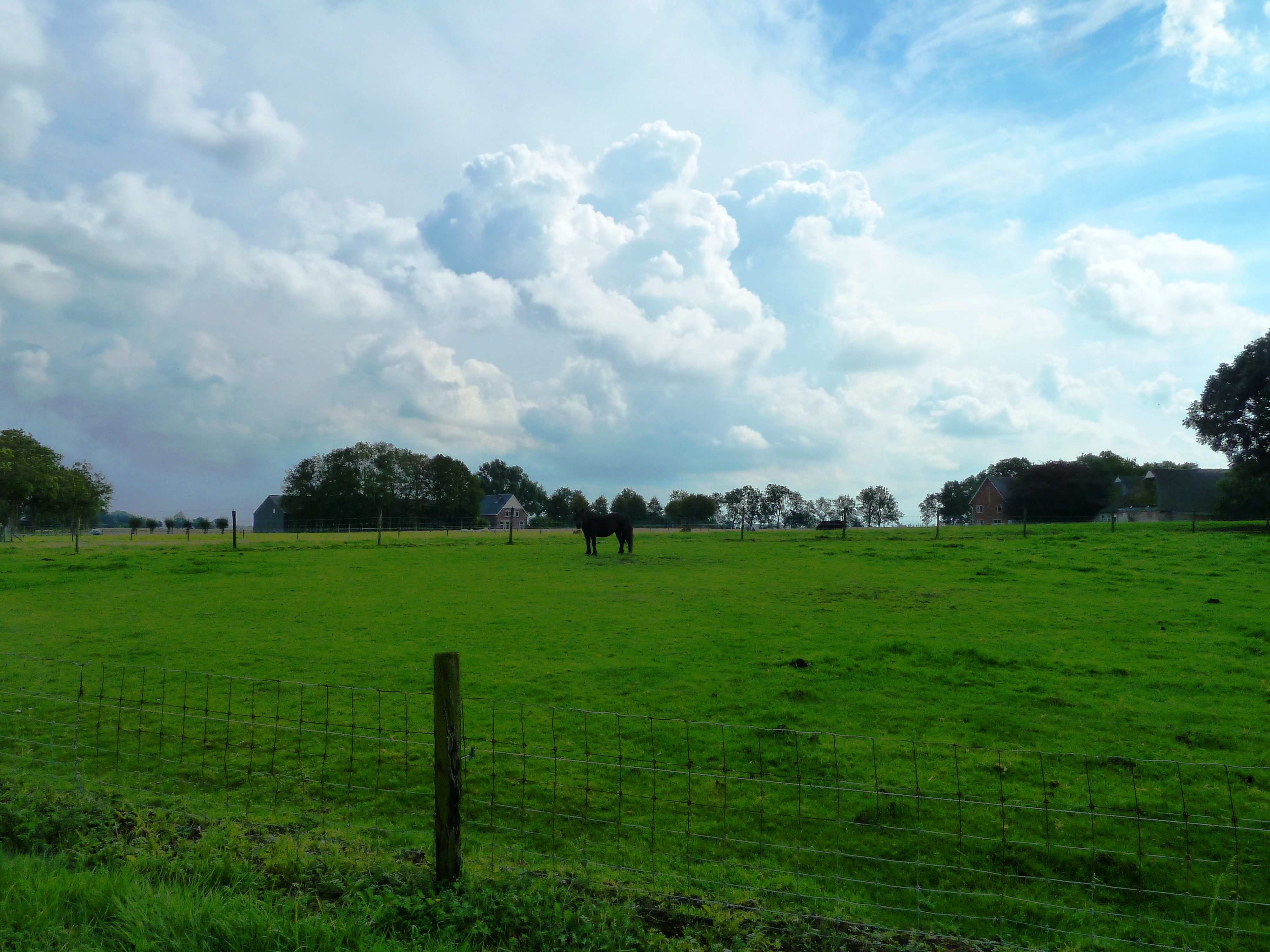
De wierde gezien vanuit het noorden

De wierde Oldorp ligt op een oude kwelderwal die net als Walsweer ontstond in het dichtslibbende gebied van de Fivelboezem achter de haakwallen tussen Usquert en Uithuizen. Volgens het rapport van de schoolmeester van Uithuizen uit 1828 was het een 'zeer hooge wierde'; Van der Aa meldt in zijn Aardrijkskundig woordenboek dat hij maar liefst 6.70 m hoog was. Daarmee zou het de hoogste wierde van Groningen zijn geweest. Acker Stratingh meldt op zijn landkaart dat de wierde 5.96 m hoog was, hetgeen neerkomt op 7 tot 8 m boven NAP. De wierde had een oppervlakte van zeven hectare. hij werd deels afgegraven tussen 1870 en 1914 en tijdens de Tweede Wereldoorlog werd er opnieuw gegraven, onder andere voor de bouw van een bunker. De wierde heeft nu een hoogte van ongeveer 4,3 meter boven NAP en bestaat uit twee aparte hoogten met daaromheen de valgen, die zich uitstrekken tot 60 à 80 meter uit de wierde. In de wierde zijn munten uit de vroege en late middeleeuwen en kogelpotscherven aangetroffen.
De naam Oldorp is een verwijzing naar zijn oorsprong. Het is namelijk het dorp waar Uithuizen in de 10e eeuw uit is ontstaan. Toen men echter huizen buiten de wierde ging bouwen, kregen deze de aanduiding van Uthusen; de uit (buiten) de wierde gebouwde huizen (ook Bovenhuizen werd vanuit Oldorp gesticht). Het oorspronkelijke dorp werd in 1387 aangeduid met Aldathorpe ("oude dorp") en later met Oldorp, soms ook als Wierden (1472). Gezien de omvang van de wierde moet het een groot dorp zijn geweest, maar aanwijzingen voor een kerk zijn er niet. Aan het einde van de middeleeuwen stonden er nog een stuk of vijf grotere boerderijen of edele eerden. Tegenwoordig staan er nog drie boerderijen op de wierde.
De goederenlijsten van de Abdij van Werden vermelden in deze omgeving omstreeks het jaar 1000 het dorp Burnvurd (Brunuurð, Burnuurð of Burnuurd), dat genoemd wordt tussen Wadwerd en Helwerd dan wel Uithuizen. Voglens Rembertus Westerhoff zou het daarbij om Oldorp gaan. Dat is echter niet zeker. De naam komt van burn ('bron') met de uitgang -uurdi ('bewoonde hoogte').

## Volkshogeschool / centrum voor zenboeddhisme
Ten noordoosten van de wierde werd in 1936 door de jonge doopsgezinde dominee Menno Gaaikema (de vader van Seth Gaaikema) het 'Gemeenschapshuis van de Doopsgezinde gemeente "'t Oldörp"' opgezet met als doel de verschillende bevolkingsgroepen op het platteland nader tot elkaar te brengen en iets te doen aan de groeiende werkloosheid onder de jeugd door hen er activiteiten op het vlak van landarbeidersontwikkeling te bieden. Het bleek een groot succes en na de Tweede Wereldoorlog sloot het gemeenschapshuis zich in 1946 aan bij de Vereniging tot Stichting van Volkshogescholen om uiteindelijk in 1954 te worden erkend als volkshogeschool, de eerste van de provincie Groningen. De volkshogeschool groeide uit tot een van de grootste instellingen voor sociaal-cultureel werk van de provincie. In de jaren 1950 of 1960 werd er nog een gebouw bijgebouwd. Gaaikema legde ondertussen contacten over de grens met het Duitse Aurich, waar samen met de Duitser Johannes Diekhoff de Duits-Nederlandse Volkshogeschool (nu het 'Europahaus-Aurich') werd gesticht en waarmee een uitwisselingsproject tussen studenten en scholen werd opgezet. De jaren 1970 waren de hoogtijdagen van de instelling met ruim 1000 studenten per jaar. In 1971 kwam de instelling negatief in het nieuws toen de leiding ervan werd beticht een groep gehandicapte jongeren niet toe te willen laten en te beweren dat de Uithuizer bevolking niet zou moeten worden blootgesteld aan de aanwezigheid van gehandicapten, hetgeen later werd ontkend door de leiding; de school zou gewoon niet toegerust zijn op de opvang van gehandicapten. Er werden kamervragen gesteld, de lokale politiek bemoeide zich ermee en enkele leden van het bestuur van de school namen ontslag. Gaaikema bood zijn leegstaande boerderij aan als alternatieve opvang. De school voerde daarop een democratiseringsproces door in de leiding. Gaaikema vertrok als directeur en zijn opvolger Slijkerman werd, omdat hij onvoldoende mee wilde werken aan de democratisering, in 1976 ontslagen.
In de jaren 1980 nam het aantal leerlingen onder invloed van rijksbezuinigingen sterk af. In 1987 werd om te overleven een fusie aangegaan met Volkshogeschool Allardsoog uit Bakkeveen, maar dit bleek uitstel van executie: Een nieuwe fusiegolf in 1992, waarbij de beide volkshogescholen fuseerden met Vormingscentrum de Marnewier uit Witmarsum en Vormingscentrum De Hunneschans uit Uddel, werd ingeluid met de sluiting van de beide scholen in Oldorp en Witmarsum.
Na de sluiting van de volkshogeschool trok een hotel-restaurant in het pand, gevolgd door een asielzoekerscentrum. In 2002 werd het pand van de voormalige volkshogeschool voor een miljoen gulden aangekocht door de stichting Zen River, die er het gelijknamige internationale centrum voor Soto-zenboeddhisme (met Rinzai-elementen) vestigde. Dit klooster annex trainingscentrum werd gesticht door Tenkei Coppens Roshi (geboren als Anton Coppens), na een langjarige training in de Verenigde Staten. Zen River heeft het centrum in 2011 uitgebreid met een zendo (meditatiehal) – in een gecombineerde stijl met elementen van zowel een Japanse tempel als een Groningse boerderijschuur. Bezoekers van Zen River komen uit zowel Nederland als het buitenland. In het eerste decennium van de 21e eeuw werd tussen het terrein van Zen River en Uithuizen een nieuwe wierde (met huizen) gebouwd.

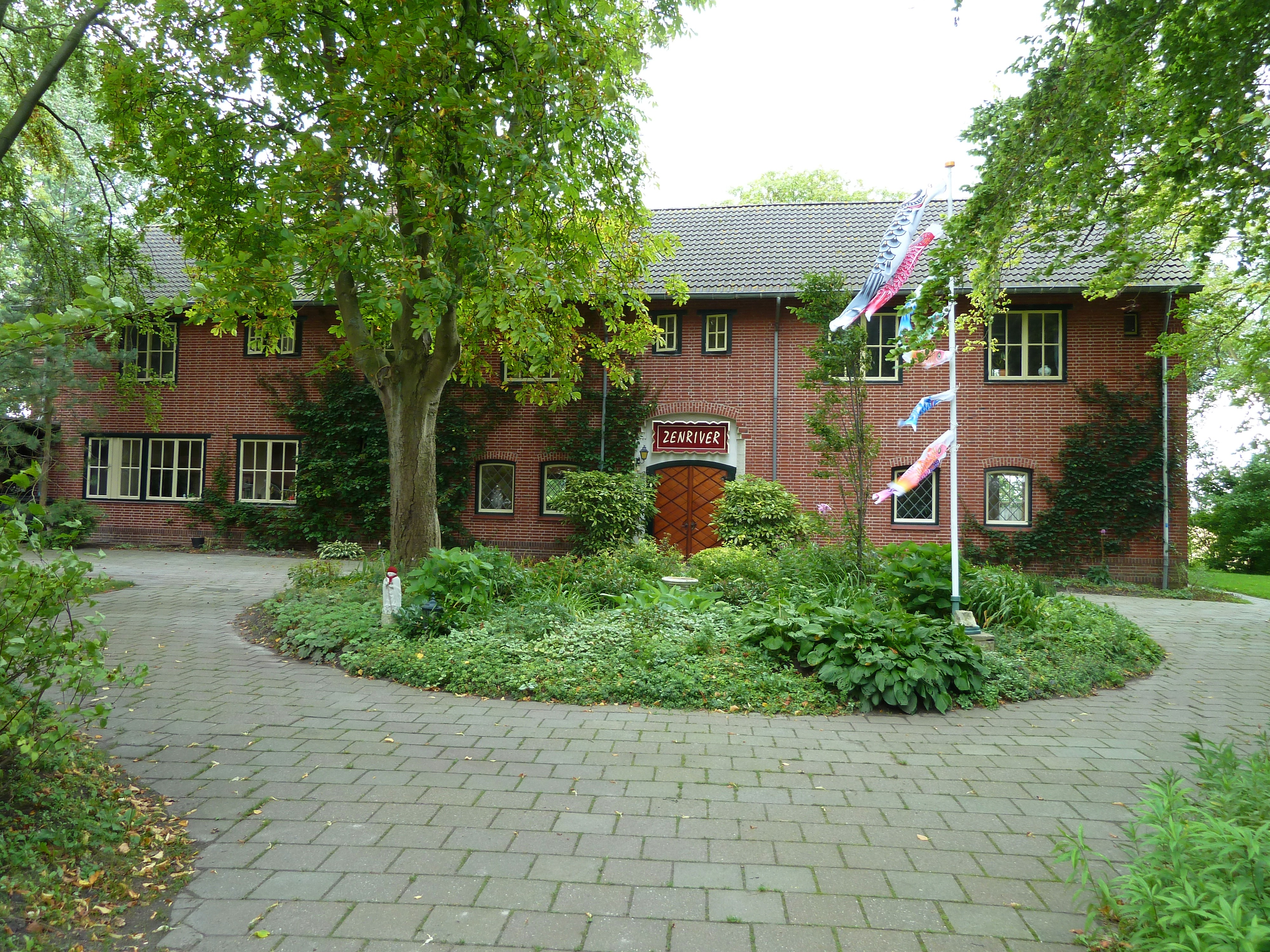
Hoofdingang Zen River (voormalige volkshogeschool)
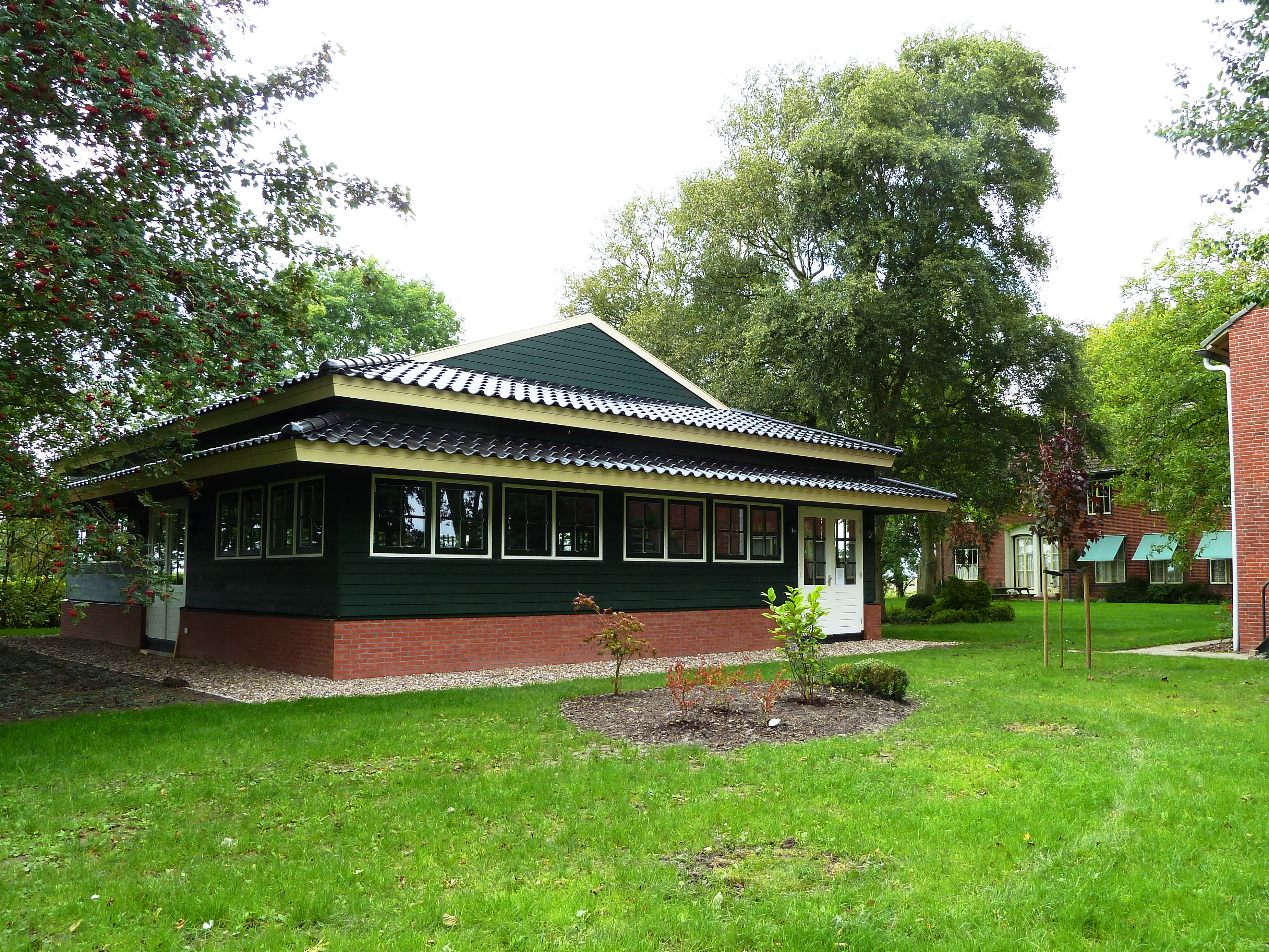
Het in 2011 gebouwde zendo (retraitecentrum)
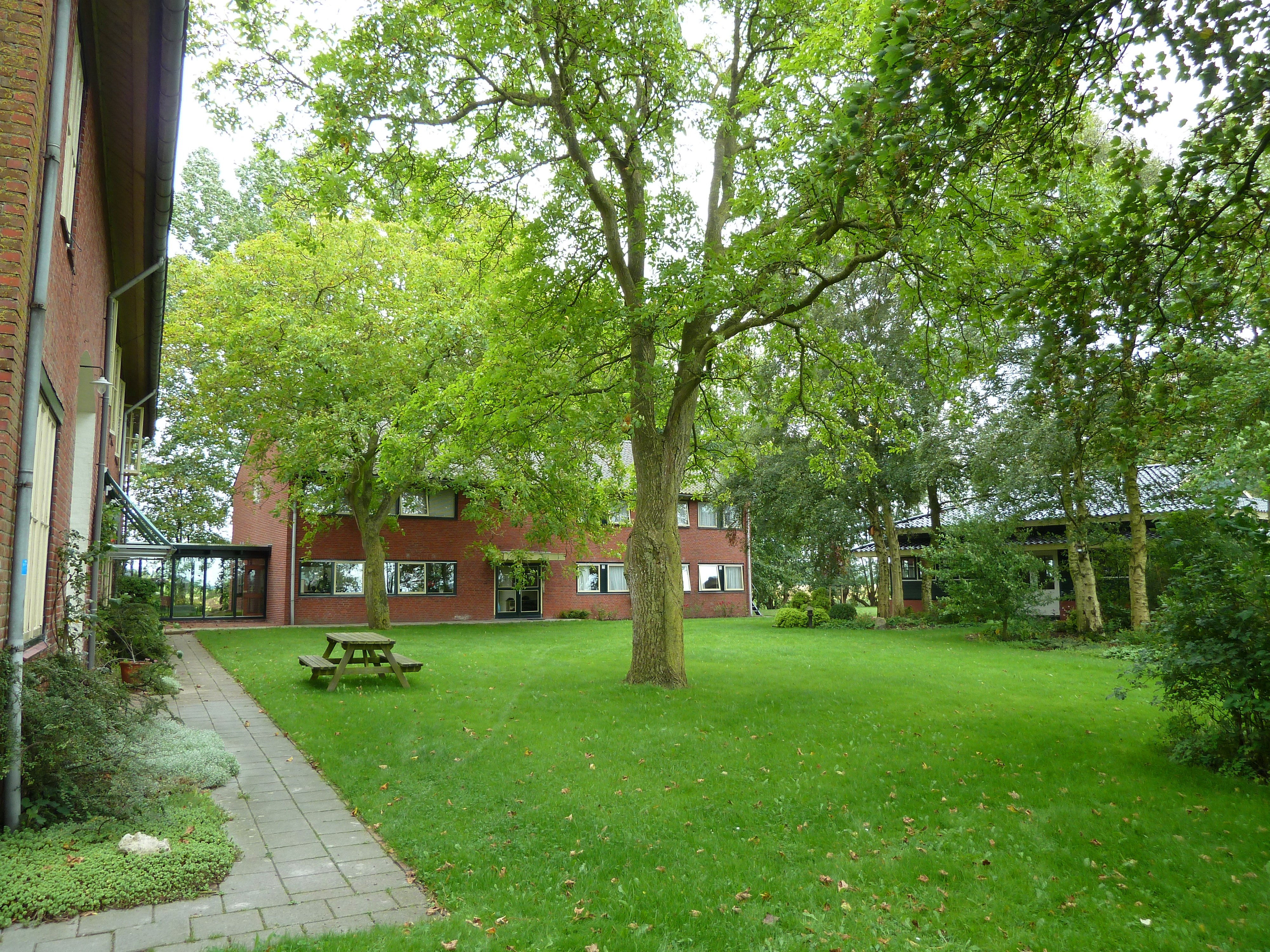
Binnenplaats
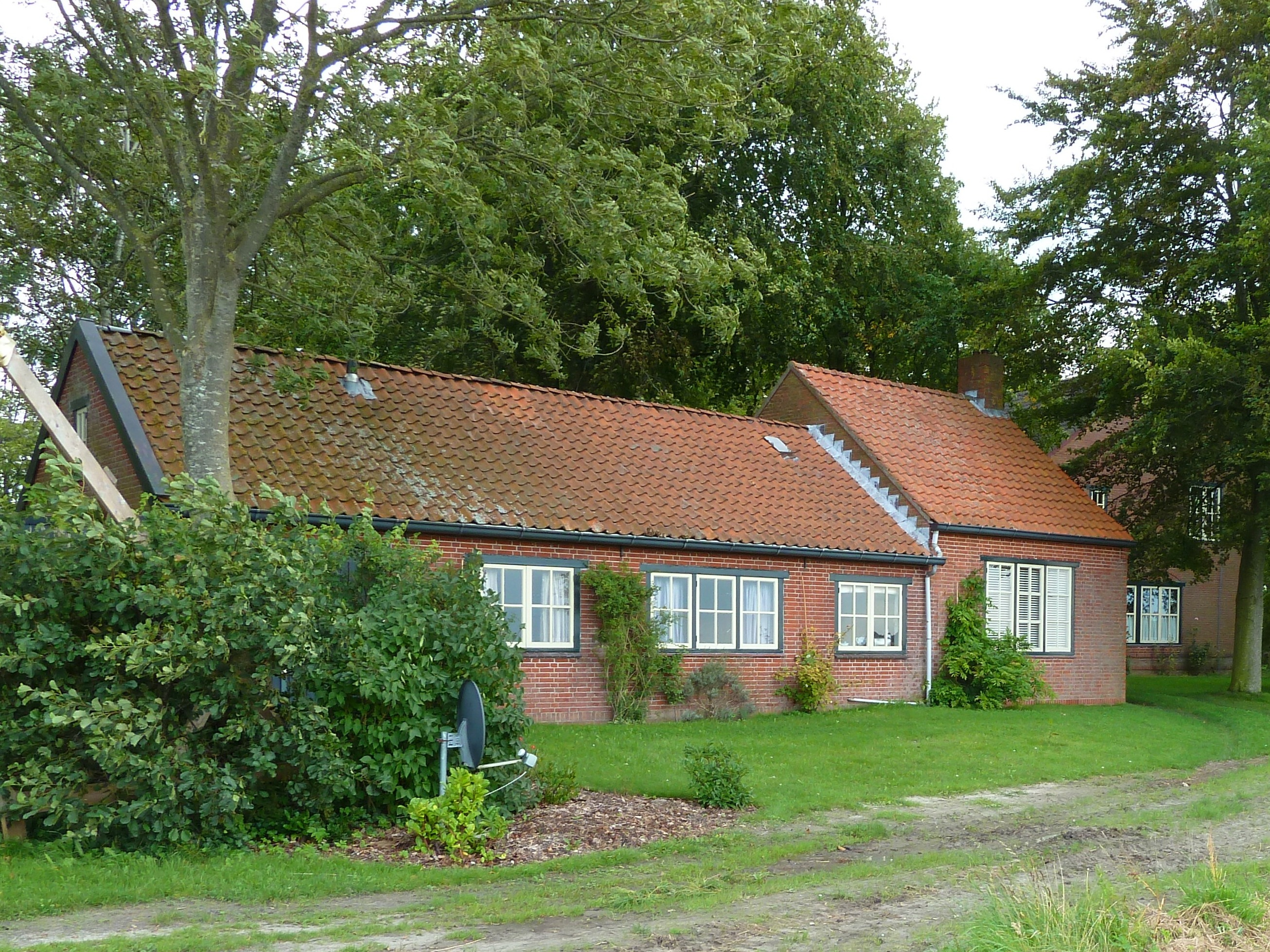
Bijgebouw